# Wissenschaftsjahr 1527
Liste der Wissenschaftsjahre

◄◄ | ◄ | 1523 | 1524 | 1525 | 1526 | Wissenschaftsjahr 1527 | 1528 | 1529

Weitere Ereignisse
Dieser Artikel behandelt das Wissenschaftsjahr 1527.

## Ereignisse

### Biowissenschaften

#### Medizin
- Paolo Alpago publiziert 1527 den fünfbändigen Kanon der Medizin (Qānūn fī aṭ-ṭibb) des persischen Universalgelehrten Avicenna. Die von Gerhard von Cremona besorgte lateinische Übersetzung des Kanon war 1472 in Mailand erstmals gedruckt worden, wobei die erste Auflage lediglich das dritte Buch des Kanons enthielt. Bis zum Ende des Jahrhunderts erschienen dann elf Gesamtausgaben, 15 Inkunabeln insgesamt und danach noch einmal 21.[1] Diese Übersetzung hat der an der venetianischen Botschaft in Damaskus tätige Arzt Andrea Alpago aus Belluno (1450–1521) auf Grund alter arabischer Handschriften 1521 verbessert. Nach Andrea Alpagos Tod veröffentlicht sein Neffe und Reisebegleiter Paolo Alpago (latinisiert Paulus Alpagus) 1527 das Werk.[2] Die mit Avicennas Traktat De medicinis cordialibus sowie mit einer verbesserten Übersetzung der Nachweise der Quellenzitate, genannt cantica, ausgestattete und mit Glossaren zu arabischen Pflanzen- und Arzneinamen ergänzte Gesamtausgabe wird 1527 in Venedig durch L. A. Juntae[3] gedruckt.[4] Seitdem sind mehr als 30 Neuauflagen und Neuausgaben dieser Gesamtausgabe erschienen, etwa 1556 die Ausgabe von Bendict Rinius. Der Kanon bleibt bis ins 17. Jahrhundert eines der Hauptwerke der medizinischen Wissenschaft.

### Interdisziplinäre Wissenschaften

#### Militärwissenschaften
- Albrecht Dürer veröffentlicht in Nürnberg seine Abhandlung über Befestigungsanlagen Etliche underricht zu Befestigung der Stett, Schloss und Flecken. Das Buch gilt als das erste gedruckte Buch über Befestigungskunst in deutscher Sprache.[5] Es enthält 21 Holzschnitte Dürers, darunter zahlreiche Pläne und Diagramme, die verschiedene Festungsbaukonzepte illustrieren.[6] Nach Dürers Befestigungslehre wird im selben Jahr noch die 1480 mitten in die Donau gebaute Ulmer Stadtmauer von Hans Beheim d. Ä., einem Nürnberger Baumeister, umgebaut. Und 1585 wird der Munot zu Schaffhausen nach 22-jähriger Bauzeit vollendet, die einzige Festung, die Dürers Ideen widerspiegelt.

### Geisteswissenschaften

#### Geschichtswissenschaften
- Hector Boece veröffentlicht seine Historia Scotorum, ein siebzehnbändiges Werk über die Geschichte Schottlands in lateinischer Sprache. Die Übersetzung der Bücher ins Schottische wird William Shakespeare um 1606 als Vorlage für dessen Tragödie des Macbeth dienen.[7]

### Naturwissenschaften

#### Geowissenschaften

##### Kartographie
- Robert Thorne, ein englischer Kaufmann verfasst 1527 eine Abhandlung, in der er König Heinrich VIII. vorschlägt, eine Nordwestpassage zu den Gewürzinseln zu suchen. Zur Unterstützung seiner Argumentation erstellt Thorne eine Weltkarte, die diese Route veranschaulichen soll. Das Manuskript geht verloren und bleibt bis zum späten 16. Jahrhundert unentdeckt. Der Geograph und Herausgeber Richard Hakluyt veröffentlicht 1582 in seinem Werk Divers Voyages Touching the Discoverie of America eine Holzschnittversion dieser Karte.[8] Ein bemerkenswertes Merkmal von Thornes Karte ist die Darstellung Nordamerikas ohne eine erkennbare Passage zu den Ostindischen Inseln, was die damaligen geografischen Kenntnisse widerspiegelt.[9]
- Vesconte Maggiolo veröffentlicht 1527 ein kartografisches Werk, das die westliche Hemisphäre und die Ostküste von Nordamerika abbildet. Die Karten basieren vermutlich auf den Entdeckungen von Giovanni da Verrazzano während seiner Reise im Jahr 1524. Auf der Karte sind Gebiete wie „Tera Florida“ (Florida) und „Lavoradore“ (Labrador) verzeichnet.[10]
- Der portugiesischen Kartograf Diogo Ribero fertigt 1527 im Rahmen seiner Arbeiten am Padrón Real eine Weltkarte an. Die Weimarer Weltkarte von 1527, die sich heute im Besitz der Klassik Stiftung Weimar befindet[11], ist eine von sechs bekannten Kopien dieser Weltkarte, die Ribeiro zugeschrieben werden. Die Karte zeigt bemerkenswert präzise die Küstenlinien Mittel- und Südamerikas, basierend auf den Informationen, die während der Magellan-Elcano-Weltumsegelung gesammelt wurden. Sie illustriert die gesamte Ostküste Amerikas, während die Westküste nur von Guatemala bis Ecuador dargestellt ist. Weder Australien noch die Antarktis sind auf der Karte verzeichnet, und der indische Subkontinent erscheint in einer verkleinerten Form. Erstmals wird jedoch die tatsächliche Ausdehnung des Pazifischen Ozeans korrekt dargestellt. Zudem zeigt die Karte die nordamerikanische Küste als durchgehende Linie, was vermutlich auf die Erkundungen von Estêvão Gomes in den Jahren 1524–1525 zurückzuführen ist. Ein weiteres bemerkenswertes Merkmal der Karte ist die Darstellung der Demarkationslinie des Vertrags von Tordesillas, die die Einflussbereiche Spaniens und Portugals voneinander abgrenzt.[12]

Historische Karten 1527
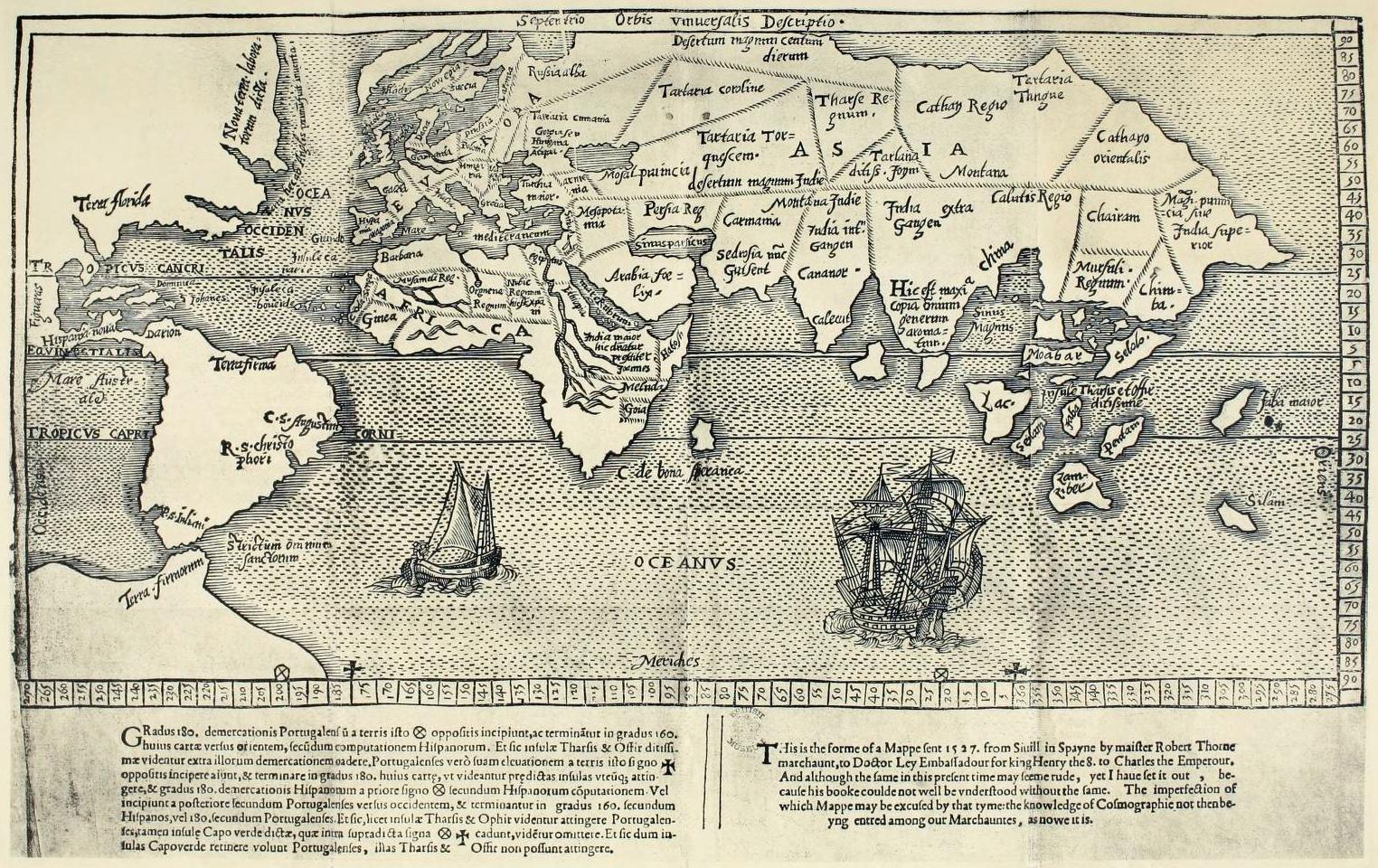
The Thorne Map (1527)
Maggiolo-Karte der Westlichen Hemisphäre (1527)
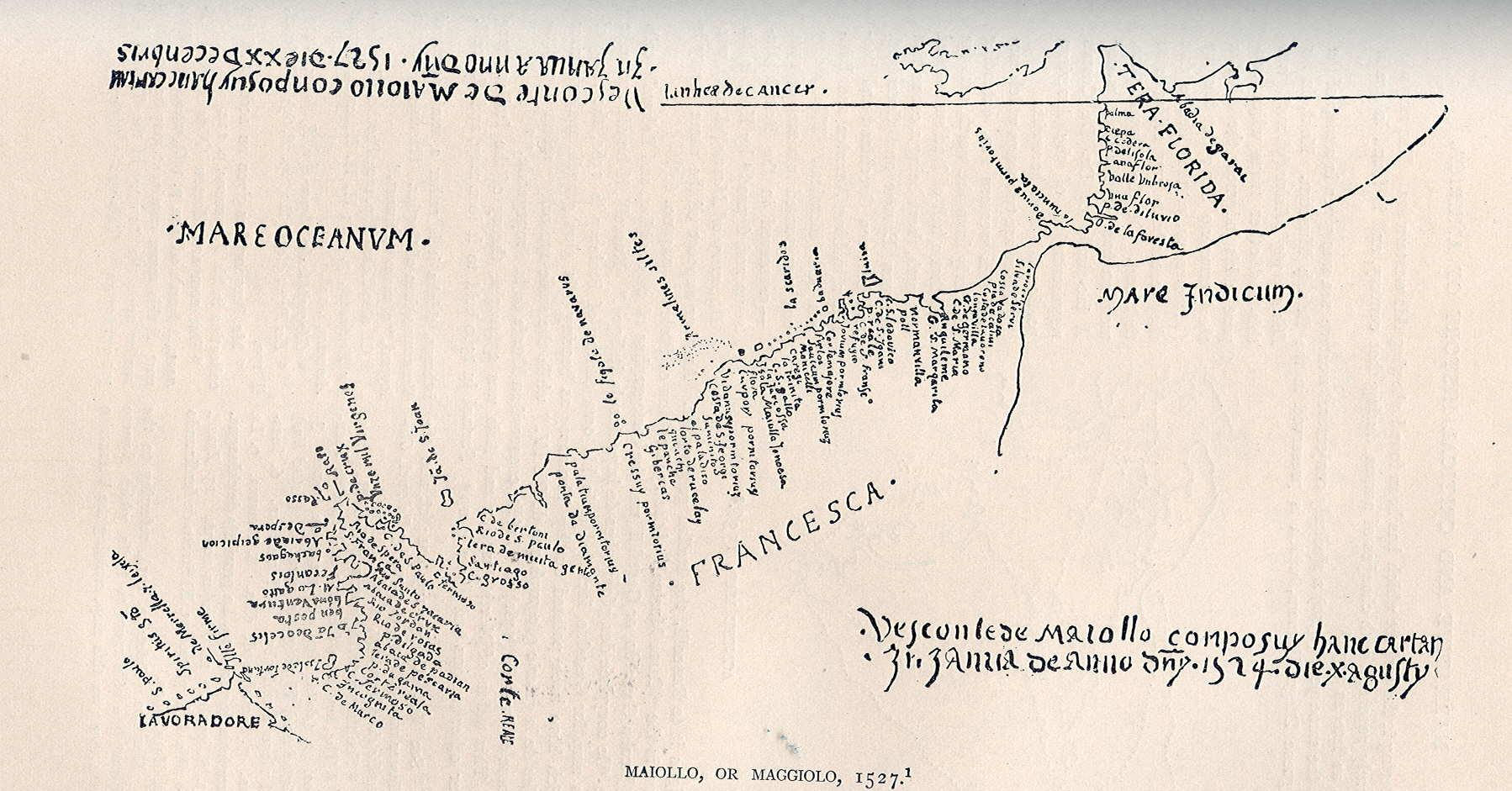
Maggiolo-Karte der Ostküste von Nordamerika (1527)
Weimarer Weltkarte (1527)

### Strukturwissenschaften

#### Mathematik
- Petrus Apianus veröffentlicht in Ingolstadt sein Handbuch der kommerziellen Arithmetik Ein newe und wolgegründete underweisung aller Kauffmanns Rechnung in dreyen Büchern, mit schönen Regeln und fragstücken begriffen.[13]

## Gründungen
- 1. Juli: Der landgräfliche Kanzler Johann Feige weiht in Marburg die von Landgraf Philipp I. von Hessen mit Befehl vom 30. Mai gegründete Alma Mater Philippina feierlich ein. Ihr gehören damals elf Professoren und 88 Studenten an.[14] Erster Rektor ist der Professor der Rechte und Beisitzer am landgräflichen Hofgericht Johannes Eisermann, genannt Ferrarius Montanus, aus Amöneburg. Er hat die Universität bereits am 20. Mai 1527 eröffnet.[15] Ebenfalls am 1. Juli wird auch das Gymnasium Philippinum als protestantisches Pädagogium eingerichtet.

## Geboren

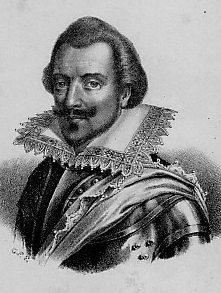
Joannes Stadius; * 19. April

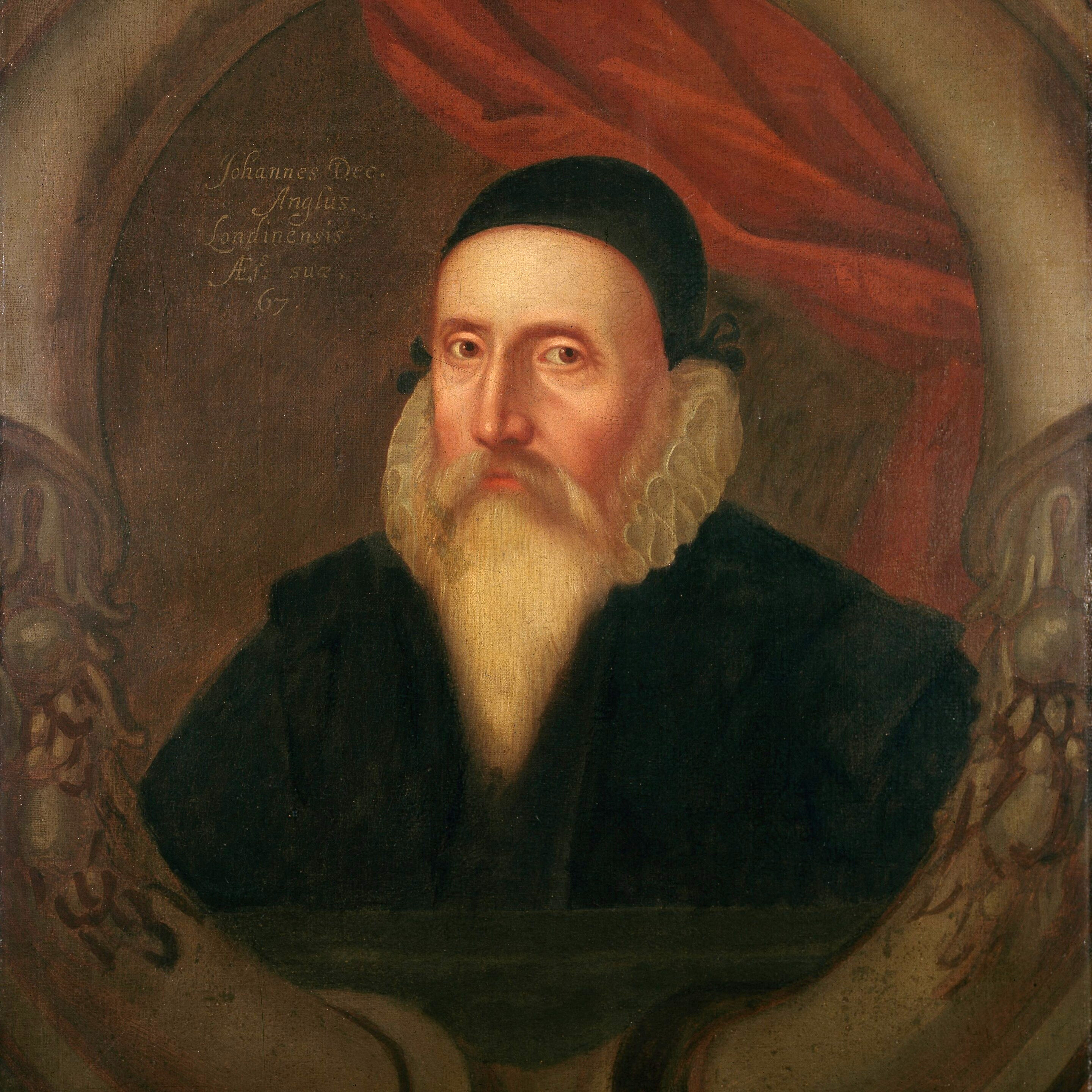
John Dee; * 13. Juli

### Geburtsdatum gesichert
- 28. Januar: Paul Dumerich, deutscher Pädagoge und Professor († 1583)
- 14. April: Abraham Ortelius, niederländischer Geo- und Kartograph († 1598)
- 19. April: Johannes Stadius, flandrischer Astronom, Astrologe und Mathematiker († 1579)
- 15. Juni: Jacob Runge, deutscher lutherischer Theologe und Reformator († 1595)
- 13. Juli: John Dee, englischer Philosoph, Mathematiker, Astrologe, Alchemist und Mystiker († 1608/09)

- 16. Oktober: Johann Hermann, deutscher Mediziner († 1605)
- 03. November: Tilemann Hesshus, deutscher lutherischer Theologe († 1588)

- 23. Dezember: Hugo Donellus, französischer Jurist († 1591)

- 31. Dezember: Johannes Bugenhagen der Jüngere, deutscher lutherischer Theologe († 1594)

### Genaues Geburtsdatum unbekannt
- Benedictus Arias Montanus, spanischer Theologe und Orientalist († 1598)

## Gestorben

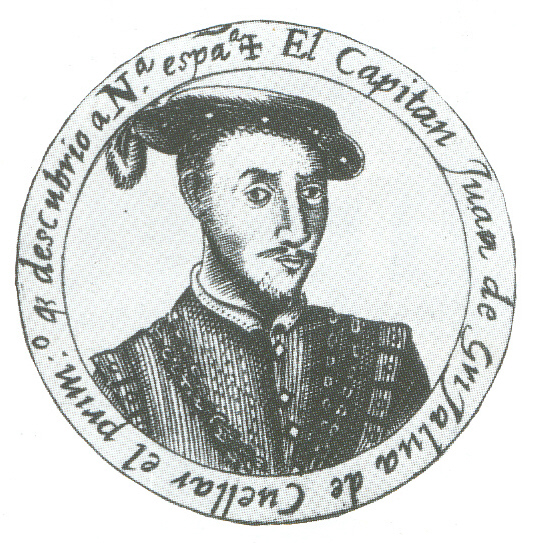
Juan de Grijalva; † 21. Januar

### Todesdatum gesichert
- 21. Januar: Juan de Grijalva, spanischer Entdecker (* 1490)

- 10. März: Nam Gon, koreanischer Politiker sowie neokonfuzianischer Philosoph und Dichter (* 1471)
- 19. Mai: Michael Hummelberger, deutscher Humanist und Philologe (* 1487)
- 21. Juni: Niccolò Machiavelli, italienischer Politiker, Geschichtsschreiber und Dichter (* 1469)
- 28. Juli: Rodrigo de Bastidas, spanischer Eroberer (* vermutlich 1460)

- 08. November: Hieronymus Emser, deutscher katholischer Theologe und Gegenspieler Martin Luthers (* 1478)

### Genaues Todesdatum unbekannt
- Hans Barge, erster deutscher Weltumsegler (* wahrscheinlich vor 1500)
- Hieronymus von Croaria, deutscher Jurist, Rechtsgelehrter und kaiserlicher Bundesrichter (* um 1460/1463)